# オットー2世 (ブラウンシュヴァイク＝リューネブルク公)
オットー2世（Otto II., 1266年ごろ - 1330年4月10日）は、リューネブルク侯（在位：1277年 - 1330年）。厳格公（der Strenge）とよばれる。

## 生涯
オットー2世はブラウンシュヴァイク＝リューネブルク公ヨハンとルイトガルト・フォン・ホルシュタインの息子である。1277年に父が死去した時に未成年であったため、公領の統治は当初は伯父アルブレヒト1世、および1279年にアルブレヒト1世が死去した後は叔父フェルデン司教コンラートに委ねられたが、1282年に親政を開始した。オットー2世の統治下では、近隣領との間での境界や領地をめぐる対立を含むいくつかのフェーデが行われ、担保を差し出すことによりその資金を調達した。オットーは騎士の権利を制限し、治安を守った。また、ハールブルク、ダーレンブルク（1289年）およびツェレ（1292年）を移転し、都市法を与えた。1302年にはヴェルペ伯領を6,500マルク銀貨で購入した。1313年の国王選挙の後、オットーは義弟ルートヴィヒ4世と結び、1315年に領地を与えられた。1315年11月28日、オットーは自らの死後に2人の息子、オットーとヴィルヘルムが共同で公領を統治するよう継承法を定めた。
オットー2世は1330年4月10日に死去し、リューネブルクに自身が創建した聖ミヒャエル修道院に埋葬された。

## 子女
1288年にルートヴィヒ2世の娘メヒティルト（マティルデ、1275年 - 1319年）と結婚し、以下の子女をもうけた。
- ヨハン（1324年没） - ブレーメン大司教区の教区管理者
- オットー3世（1296年 - 1352年） - ブラウンシュヴァイク＝リューネブルク公
- ルートヴィヒ（1346年没） - ミンデン司教
- ヴィルヘルム2世（1300年頃 - 1369年） - ブラウンシュヴァイク＝リューネブルク公
- マティルデ（1316年没） - 1308年以降にヴェルレ侯ニコラウス2世と結婚